# سکیتسول
سکیتسول (به صربی: Sekicol) یک منطقهٔ مسکونی در صربستان است که در لبانه واقع شده‌است. سکیتسول ۵۷ نفر جمعیت دارد.